# Eat to the Beat
Eat to the Beat – album zespołu Blondie wydany przez wytwórnię Chrysalis Records w październiku 1979.

## Krótki  opis
Nagrań dokonano na przełomie maja i czerwca 1979 r. w nowojorskich: The Power Station, Electric Lady Studios oraz Media Sound. Reedycja CD z 2001 r. zawiera cztery dodatkowe piosenki. Zawiera dość odważne połączenie takich stylów, jak punk, rock, reggae i funk. Jest pierwszym albumem na świecie, w którym każdy utwór posiada swój własny teledysk.

## Lista utworów
| 1.  | "Dreaming" (D. Harry, C. Stein)              | 3:08  |
|     |                                              |       |
| 2.  | "The Hardest Part" (D. Harry, C. Stein)      | 3:43  |
|     |                                              |       |
| 3.  | "Union City Blue" (D. Harry, N. Harrison)    | 3:22  |
|     |                                              |       |
| 4.  | "Shayla" (C. Stein)                          | 3:58  |
|     |                                              |       |
| 5.  | "Eat to the Beat" (D. Harry, N. Harrison)    | 2:40  |
|     |                                              |       |
| 6.  | "Accidents Never Happen" (J. Destri)         | 4:15  |
|     |                                              |       |
| 7.  | "Die Young Stay Pretty" (D. Harry, C. Stein) | 3:34  |
|     |                                              |       |
| 8.  | "Slow Motion" (L. Davis, J. Destri)          | 3:29  |
|     |                                              |       |
| 9.  | "Atomic" (D. Harry, J. Destri)               | 4:40  |
|     |                                              |       |
| 10. | "Sound-A-Sleep" (D. Harry, C. Stein)         | 4:18  |
|     |                                              |       |
| 11. | "Victor" (D. Harry, F. Infante)              | 3:19  |
|     |                                              |       |
| 12. | "Living in the Real World" (J. Destri)       | 2:54  |
|     |                                              |       |
|     |                                              | 43:20 |
|     |                                              |       |
reedycja 2001
| 1. | "Die Young Stay Pretty (Live BBC 12/31/79)" koncert w The Apollo Theatre w Glasgow, 31 grudnia 1979 (D. Harry, C. Stein)                    | 3:27  |
|    | |       |
| 2. | "Seven Rooms of Gloom (Live BBC 12/31/79)" koncert w The Apollo Theatre w Glasgow, 31 grudnia 1979 (B. Holland, L. Dozier, E. Holland, Jr.) | 2:48  |
|    | |       |
| 3. | "Heroes (Live)" koncert w The Hammersmith Odeon w Londynie, 1 grudnia 1980 (D. Bowie, B. Eno)                                               | 6:19  |
|    | |       |
| 4. | "Ring of Fire (Live)" (J. C. Cash, M. Kilgore)                                                                                              | 3:30  |
|    | |       |
|    | | 16:04 |
|    | |       |

## Skład
- Deborah Harry – śpiew
- Chris Stein – gitary
- Clem Burke – perkusja
- Jimmy Destri – instrumenty klawiszowe, dalszy śpiew w "Die Young, Stay Pretty" i "Victor"
- Nigel Harrison – gitara basowa
- Frank Infante – gitara, dalszy śpiew w "Die Young, Stay Pretty" i "Victor"

gościnnie
- Mike Chapman – dalszy śpiew w "Die Young, Stay Pretty" i "Victor"
- Donna Destri – dalszy śpiew w "Living in the Real World"
- Robert Fripp – gitara w "Heroes"
- Ellie Greenwich – dalszy śpiew w "Dreaming" i "Atomic"
- Lorna Luft – dalszy śpiew w "Accidents Never Happen" i "Slow Motion"
- Randy Singer (Hennes) – harmonijka ustna w "Eat to the Beat"

produkcja
- Mike Chapman – producent nagrań
- Kevin Flaherty – producent (2001)
- Norman Seeff – projekt graficzny